# Phyllocarpus septentrionalis
Phyllocarpus septentrionalis är en ärtväxtart som beskrevs av John Donnell Smith. Phyllocarpus septentrionalis ingår i släktet Phyllocarpus och familjen ärtväxter. Inga underarter finns listade i Catalogue of Life.

## Bildgalleri

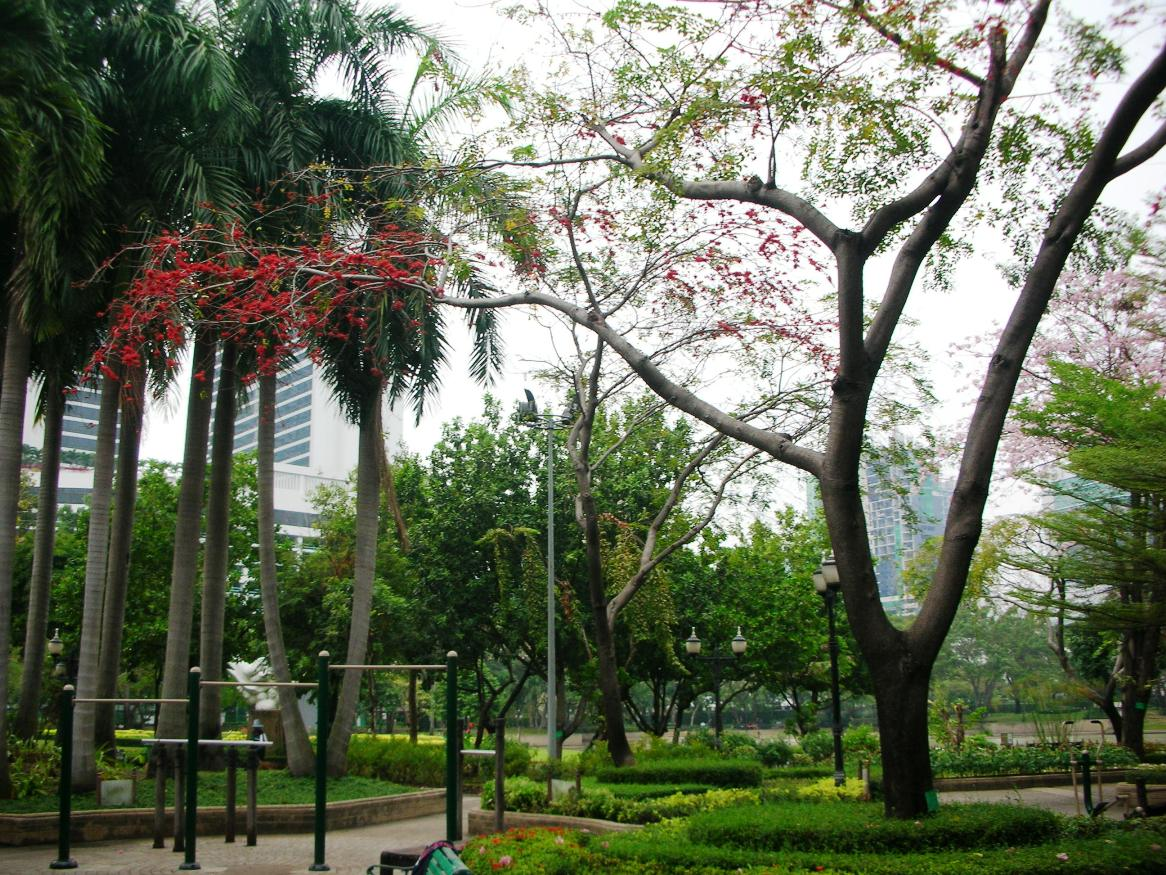
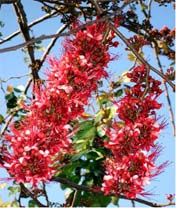